# Oblężenie Dunboy Castle
Oblężenie Dunboy Castle – starcie zbrojne, które miało miejsce w dniach 5–18 czerwca 1602 r. w trakcie irlandzkiej wojny dziewięcioletniej (1594–1603) w hrabstwie Cork w Irlandii.
Dunboy Castle, którego ruiny w dzisiejszych czasach zaadaptowano na potrzeby miejscowego hotelu, położone jest na zachód od miasta Castletownbere na półwyspie Beara w hrabstwie Cork. Twierdzę postawiono w celu kontrolowania portu Bearhaven.

## Wstęp
Dowódcą zamku był przywódca klanu galijskiego Donal Cam O’Sullivan Beare (Chief of Dunboy). Jego wojska wspierane przez siły hiszpańskie brały m.in. udział w bitwie pod Kinsale. Po porażce w tej bitwie O’Sullivan zdecydował się kontynuować walkę, koncentrując swoje siły w okolicy Dunboy.
Pierwszym celem O’Sulivanna było ponowne zajęcie zamku. Dunboy Castle obsadzone było niewielkim oddziałem hiszpańskim pod wodzą kapitana Saavedra. W lutym 1602 r. Hiszpanie gotowi byli oddać twierdzę w ręce wojsk angielskich, co było częścią zobowiązań wynikłych po porażce pod Kinsale. Jednak O’Sullivan zaskoczył jednostki hiszpańskie, które następnie rozbroił i odesłał z powrotem do Hiszpanii. Irlandczykom przypadła w zysku cała broń i amunicja, którą wykorzystano do obrony przed atakiem angielskim. Następnie po zdobyciu twierdzy O’Sullivan pozostawił w niej 143 swoich najlepszych żołnierzy pod dowództwem kapitana Richarda MacGeoghegana i Friara Domenica Collinsa. Sam zaś udał się do jednego ze swoich zamków w Ardea Castle, położonego na północnym wybrzeży półwyspu, w celu pozyskania dodatkowych pieniędzy i zaopatrzenia dostarczanego przez flotę hiszpańską.
Przeciwko rebeliantom Korona angielska wysłała 5000 ludzi dowodzonych przez Sir George Carewa (Lord President of Muster), którego wsparły także jednostki floty angielskiej.

## Oblężenie
Dunboy Castle uchodził za twierdzę trudną do zdobycia. Carew rozpoczął zatem oblężenie od gwałtownego ostrzału artyleryjskiego z lądu i morza. Tymczasem jeden z kuzynów O’Sullivana, Owen O’Sullivan of Carrignass, który porozumiał się z Anglikami, poinformował Carewa o słabo umocnionym fragmencie murów zamku w pobliżu schodów. Carew nakazał ostrzał tego miejsca, przy czym przygotowywał swoich ludzi do szturmu. Po 10 dniowym ostrzale zamek zamienił się w ruinę a irlandzka klęska stawała się coraz bardziej realna. MacGeoghegan wysłał wówczas posłańca do Carewa, który zażądał kapitulacji, a posłańca nakazał powiesić w pobliżu zamku. Niektórzy obrońcy tracąc nadzieję, starali się przepłynąć do położonej w pobliżu wyspy Dursey Island, gdzie jednak część z nich została zabita bądź dostała się do niewoli. Pozostali w zamku obrońcy bronili się do końca, aż do momentu zawalenia się sklepienia zamku.
11 dnia oblężenia zamek został zdobyty. Podczas oblężenia Anglicy splądrowali Dursey Island, gdzie zamieszkiwała rodzina O’Sullivana. Miejscowi mężczyźni zostali spaleni żywcem w kościele, kobiety i dzieci natomiast zepchnięte zostały ze skały do morza, gdzie utonęły.
W trakcie plądrowania piwnic zamkowych Carew osobiści porąbał ciało MacGeoghegana, który starał się wysadzić skład amunicji zamkowej. Pojmanych żołnierzy powieszono na placu w Castletownbere. Collins został zabrany przez Carewa do Youghal, gdzie został także powieszony.

## Podsumowanie
Po upadku Dunboy Castle, O’Sullivan przeszedł do taktyki partyzanckiej w Westcork, gdzie zdobył przynajmniej 6 zamków, po czym zdecydował się iść na ratunek swoim sprzymierzeńcom w północnej części wyspy, gdzie skierował się na czele 1 000 mężczyzn, kobiet i dzieci (O’Sullivan's March).
Ludzie O’Sullivana podczas długiego marszu i licznych potyczek, zmuszeni byli walczyć z głodem i chorobami. Straty były tak wielkie, że gdy grupa dotarła do O’Rourke's Castel w Leitrim, liczyła zaledwie 35 osób. Wielu opuściło grupę w trakcie marszu, zakładając osady po drodze.
W Leitrim O’Sullivan spróbował jeszcze podjąć nową walkę wraz z innymi przywódcami klanowymi. Wszystko zakończyło się jednak, w chwili gdy Hugh O’Neill skapitulował przed Anglikami, uznając władzę Korony angielskiej. O’Sullivan, który nie zgodził się na ten krok, uszedł do Hiszpanii, gdzie został później zamordowany.